# Lepadella curvicaudata
Lepadella curvicaudata är en hjuldjursart som beskrevs av Turner 1990. Lepadella curvicaudata ingår i släktet Lepadella och familjen Lepadellidae. Inga underarter finns listade i Catalogue of Life.